# Талалаївське газоконденсатне родовище
Талалаївське газоконденсатне родовище — належить до Талалаївсько-Рибальського нафтогазоносного району Східного нафтогазоносного регіону України.

## Опис
Розташоване в Чернігівській області на відстані 4 км від смт Талалаївка.
Знаходиться на Талалаївському виступі фундаменту в північній прибортовій зоні Дніпровсько-Донецької западини.
Підняття виявлене в 1955 р.
Структура — брахіантикліналь півд.-зах. простягання, розміри 3,4х3,0 м, амплітуда 200 м.
Поклади пластові, склепінчасті, тектонічно екрановані та літологічно обмежені. Перший промисл. приплив газу отримано в 1971 р. з газових покладів інт. 3482-3492 та 3507-3522 м. Початковий режим — пружноводонапірний та газовий.
Експлуатується з 1973 р. Запаси початкові видобувні категорій А+В+С1: газу — 4219 млн. м³; конденсату — 2165 тис.т. Вміст сірки в конденсаті 0,05-0,17 мас.%.